# Târgu Mureș
Târgu Mureș, (ungarsk: Marosvásárhely) er en by administrativt center i Mureș distrikt i Transsylvanien, Rumænien. Târgu Mureș har 116.033(2021) indbyggere.

## Nævneværdige bysbørn
- Sabin Tambrea, rumænsk-tysk skuespiller